# Dorpskerk van Kinderdijk
De Dorpskerk van Kinderdijk is een kerkgebouw van de Protestantse Kerk in Nederland in de Nederlandse plaats Kinderdijk, provincie Zuid-Holland. Het kerkgebouw behoort bij de Hervormde Gemeente Kinderdijk-Middelweg, naast de Rehobothkerk in de Nieuw-Lekkerlandse wijk Middelweg. Deze gemeente is opgericht in 1962, daarvoor hoorde de kerk bij de Hervormde Gemeente Nieuw-Lekkerland.
Het vroegmoderne kerkgebouw met zadeldaktoren is gebouwd in de jaren 1922-1924.  Het gebouw is ontworpen door de architect Jans Wils en gebouwd in een expressionistische bouwstijl (De Stijl). In 1924 werd de kerk in gebruik genomen. In 1967 is het kerkinterieur gemoderniseerd met een nieuwe preekstoel en avondmaalstafel. Ook is het oorspronkelijke orgel verwijderd, waarvoor in 1968 het orgel uit de Hervormde kerk van Gorredijk geplaatst werd. 
Eind november 2013 vielen stukken natuursteen uit de toren en in 2015 is de toren gerenoveerd.

## Foto's

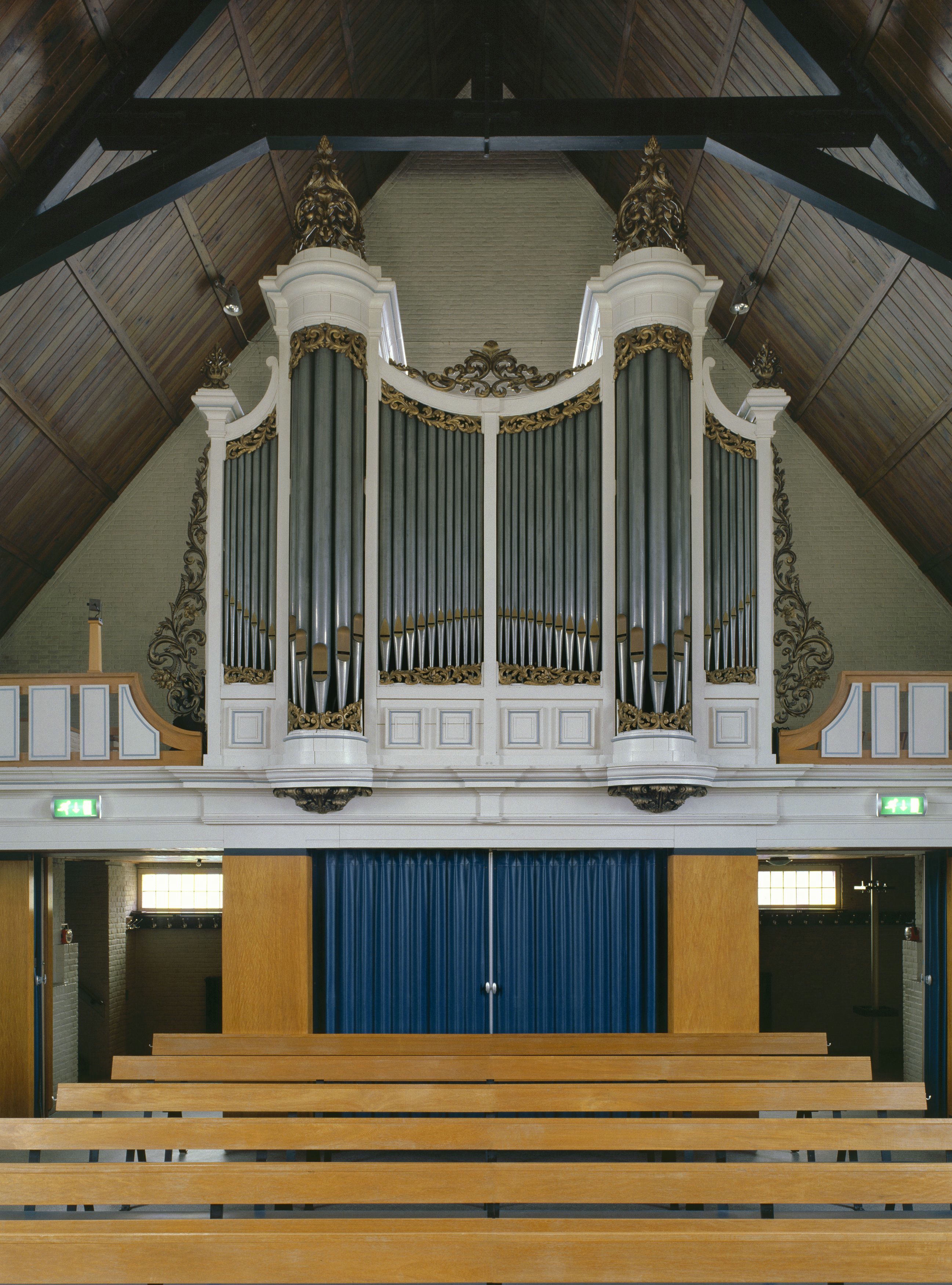
Orgel
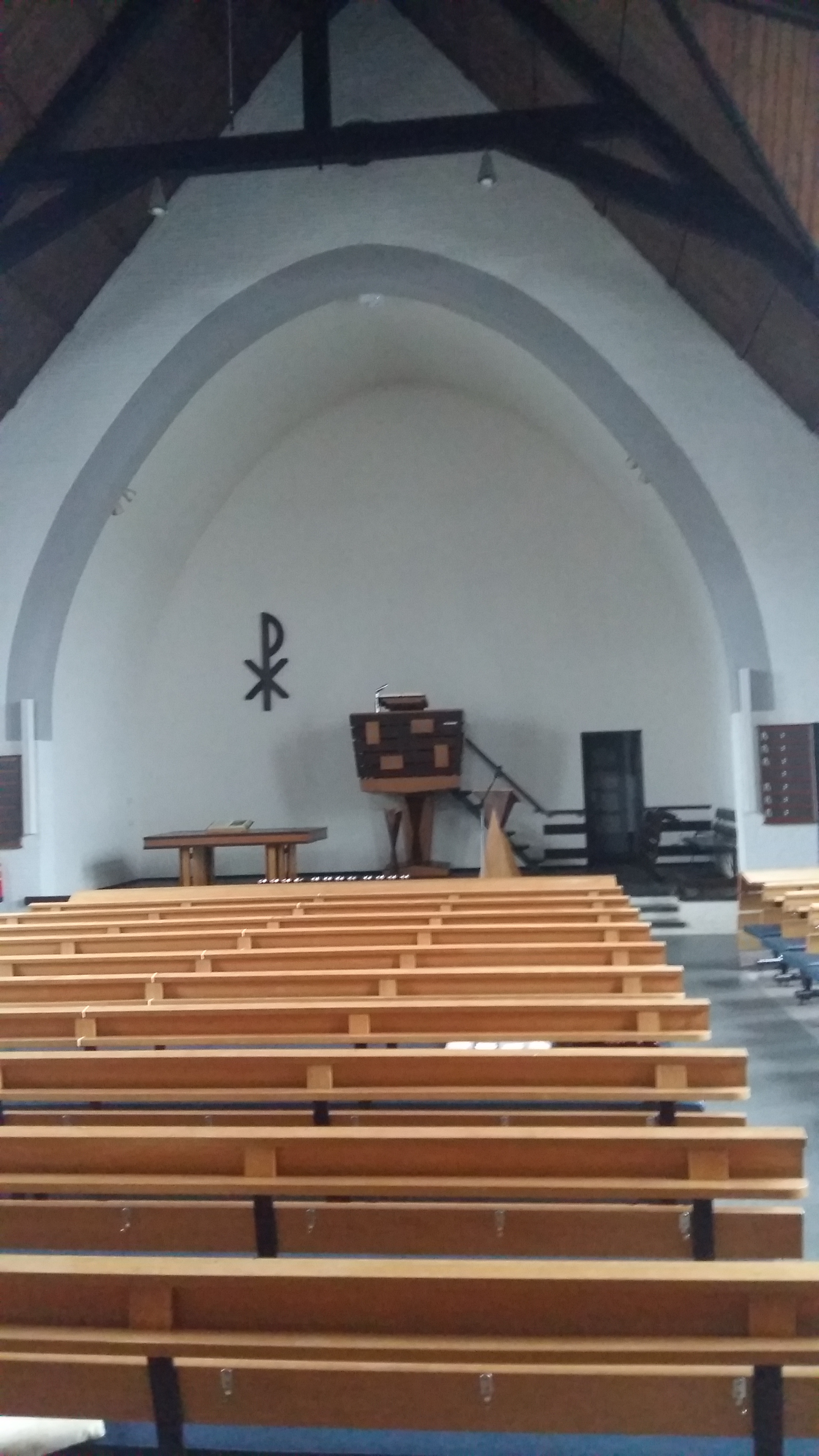
Liturgisch centrum
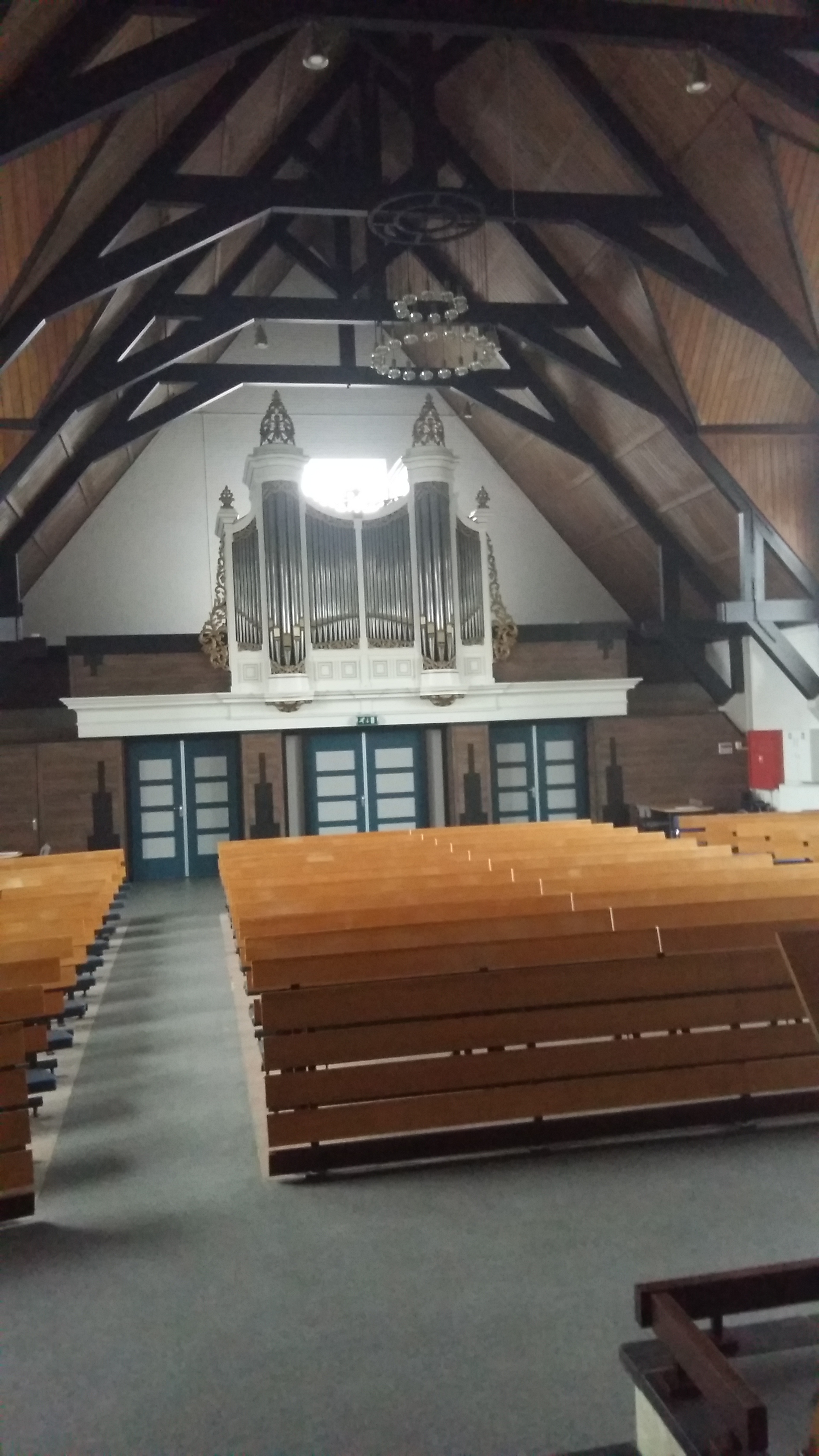
Kerkinterieur met orgel en dakbekapping